# Tbilisi Aircraft Manufacturing
La Tbilisi Aircraft Manufacturing (TAM), nota anche come JSC Tbilaviamsheni, è un'azienda georgiana di sviluppo e produzione aerospaziale, che si occupa anche in parte della costruzione di armi domestiche, veicoli corazzati e sistemi d'artiglieria. La TAM ha formato molti dei propri supervisori della produzione, dipendenti e ingegneri in programmi di formazione a lungo termine negli stabilimenti di produzione aerospaziale occidentali.

## Storia
La Tbilisi Aircraft Manufacturing (ex Tbilisi Aircraft State Association) fu fondata il 15 dicembre 1941. All'inizio della Seconda Guerra Mondiale le fabbriche di aerei di Taganrog e Sebastopoli furono trasferite a Tbilisi, in Georgia. Subito dopo il trasferimento, la Tbilisi Aircraft State Association (TASM) lanciò la produzione del suo primo aereo da caccia, il LaGG-3. Durante la Guerra TAM ha produsse una serie di aerei da combattimento aggiuntivi per l'ex Aeronautica sovietica come LaGG-3 e Yak-3. Durante il Secondo Conflitto Mondiale, la compagnia fu l'unico fornitore di aerei da combattimento per il fronte caucasico.
Nel 1946 la Tbilisi Aircraft Manufacturing lavorò in collaborazione con gli Yakovlev Design Bureaus per costruire il primo caccia a reazione sovietico, lo Yak-15 seguito dal jet da addestramento biposto Yak-17, Yak-23.
Negli anni '50 la fabbrica iniziò la produzione del Mikoyan MiG-15 e, successivamente, del caccia MiG-17. Nel 1957 invece, la Tbilisi Aircraft State Association costruì il velivolo da addestramento da combattimento biposto MiG-21 e i suoi vari aerei derivati, continuando la produzione del MiG-21 per circa 25 anni. Allo stesso tempo, l'azienda produceva il missile guidato aria-superficie K-10. La società iniziò anche a diversificarsi in progetti di ingegneria civile, producendo cabine e attrezzature per funivie tra il 1950 e il 1990. Le funivie della Tbilisi Aviation Factory ancora funzionanti si trovano in Crimea, Kislovodsk, Pyatigorsk, Sochi, Sigulda, Khulo, Ch'iatura, Borjomi e Kutaisi.
Il primo aereo di supporto ravvicinato Sukhoi SU-25 (conosciuto in Occidente come "Frogfoot") fece il suo viaggio inaugurale dalla pista dell'Associazione statale di Tbilisi. Da allora, più di 800 SU-25 sono stati consegnati ai clienti di tutto il mondo. Insieme al velivolo SU-25, la Tbilisi State Association ha anche lanciato la produzione su larga scala di missili guidati IR aria-aria R-60 e R-73, uno sforzo di produzione che ha costruito oltre 6.000 missili all'anno e che è durato fino all'inizio degli anni '90.
A metà degli anni '80 la Tbilisi Aircraft State Association partecipò anche all'ex programma spaziale sovietico "Buran" (l'analogo sovietico dello Space Shuttle) producendo e assemblando varie parti e assiemi per questo programma.
Alla fine degli anni '90 venne fatto un progetto congiunto di Tbilaviamsheni e dell'Istituto per le costruzioni spaziali georgiane, per progettare e produrre l'antenna-riflettore spaziale che venne utilizzata con successo nel loro primo tentativo sulla stazione spaziale russa "MIR".
Dal 2001, TAM sta costruendo il Su-25U, aggiornando il Su-25 al Su-25KM Scorpion e costruendo e commercializzando anche un jet molto leggero (VLJ) civile noto come TamJet.
Durante la guerra in Ossezia del Sud dell'Agosto 2008, l'aviazione russa bombardò la fabbrica della Tbilisi Aircraft Manufacturing, provocando danni ancora sconosciuti.
L'azienda collabora strettamente con il centro tecnico scientifico del ministero della Difesa per la ricerca militare.
Dopo il 2008, l'attenzione si è concentrata principalmente sullo sviluppo e la costruzione della serie Didgori Armored Personnel Carrier, Lazika Infantry Fighting Vehicle e ZCRS-122 MLRS.
Nel 2020 la fabbrica ha avviato il restauro degli aerei dell'aeronautica militare georgiana.

## Produzione
TAM è stato aggiornato e ha aggiunto diversi impianti aggiuntivi per soddisfare le esigenze dei militari, che hanno assunto la direzione completa della società nel 2009. Ciò tuttavia non impedisce alla fabbrica di continuare la produzione di aerei civili. Questa è l'attuale linea di produzione:

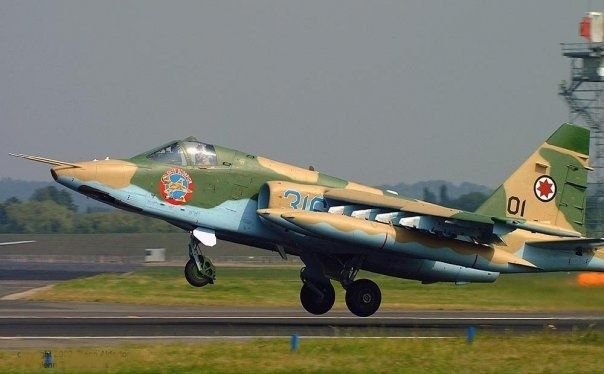
SU-25KM Scorpion

### Aerei civili e militari
- Sukhoi Su-25 (Aereo da attacco al suolo) - Riparazione / Modernizzazione
- Tam Jet – (Jet privato a quattro posti)
- Elit Jet – (Jet privato a sette posti)
- Mil Mi-8 - (Elicottero da trasporto) - Riparazione / Modernizzazione
- Mil Mi-24 - (Elicottero da attacco) - Riparazione / Modernizzazione
- R-60 Missile aria-aria homing a infrarossi - Riparazione
- R-73 Missile aria-aria homing a infrarossi - Riparazione

Il direttore generale dell'azienda è Zurab Azarashvili, mentre il Quartier Generale si trova al 191, Monk Gabriel Salosi Ave., 0144, Tbilisi, Georgia.

## Clienti nel mondo
- Azerbaigian – Acquistato diversi aerei Su-25.
- Croazia
- Repubblica Democratica del Congo
- Guinea Equatoriale
- Gambia
- Iran
- Indonesia
- Arabia Saudita –Acquistato 100 Didgori MEDEVAC.
- Turkmenistan
- Unione Sovietica

## Sitografia
- TAM GlobalSecurity.org
- Ministry of Defence of Georgia". mod.gov.ge. Archived from the original on 4 March 2016.